# Ga Toseong
Ga Toseong (tiếng Hàn: 토성역; Hanja: 土城驛) là một ga của Busan Metro tuyến 1 ở Toseong-dong, quận Seo, Busan, Hàn Quốc.

## Liên kết
- (tiếng Hàn) Thông tin ga từ Tổng công ty vận chuyển Busan